# Vernaccia
La vernaccia és una varietat de raïm blanc conreat al centre i sud d'Itàlia, i també a Sardenya.
Se n'obté un vi fort, amb tendència al color de l'or vell.